# Blånande rutsopp
Blånande rutsopp (Xerocomellus cisalpinus) är en sopp som tillhör familjen Boletaceae.

## Förekomst
Arten är relativt nybeskriven och dess utbredning är ofullständigt känd. Fynd föreligger från Bulgarien i sydost, Marocko i sydväst, Storbritannien i väster och Danmark och Sverige i norr. I Sverige förekommer den från Skåne i söder till Uppland i norr (inklusive Öland, men ej Gotland). Den bildar ektomykorrhiza med ekar, bokar och tallar.

## Kännetecken
Hatten blir upp till 7 cm i diameter. Hatthuden är ljusbrun, mörkbrun eller rödaktig och spricker snart upp så att skär underhud blottas i sprickorna som hos rutsopp, Xerocomellus chrysenteron. Porerna är gula, men brunfärgas med tiden av sprorer (som är finstrimmiga), och blånar vid beröring. Foten är gul i den övre delen och rödaktig mot basen. Köttet är ljust i hatten, gulaktigt i foten och blånar i snittytor (speciellt i fotbasen). Den är mycket lik rutsopp och blodsopp Xerocomellus pruinatus. Rutsoppen är slankare byggd och har släta sporer. Blodsoppen har mycket sällan uppsprucken hatthud. Sporerna är också något mindre än hos de nämnda arterna (vanligen under 5 μm breda).

## Taxonomi
Arten  beskrevs som Xerocomus cisalpinus av Ursula Peintner, Heidi Ladurner och Giampaolo Simonini 2003. Den fördes över till Xerocomellus av Wolfgang Klofac 2011.
Artnamnet cisalpinus är latin och betyder "på den här sidan Alperna", vilket innebär den italienska sidan (uttrycket härstammar från det Romerska riket och avspeglar romarnas synvinkel) varifrån arten beskrevs.